# 남연백군
남연백군(南延白郡)은 38선 이남의 연백군을 한국 전쟁으로 조선민주주의인민공화국이 차지하자 신해방지구의 연백군(경기도 연백군)을 38선 이북의 연백군(황해도 연백군)과 구분하여 황해도에 설치한 행정구역이다. 1952년에 군면리 대폐합의 시행으로 폐지되고 배천군, 연안군, 청단군에 분할되었다.

## 같이 보기
- 북포천군
- 연백군 (조선민주주의인민공화국)
- 연안군, 배천군, 청단군
- 신해방지구